# Ben Kilpatrick

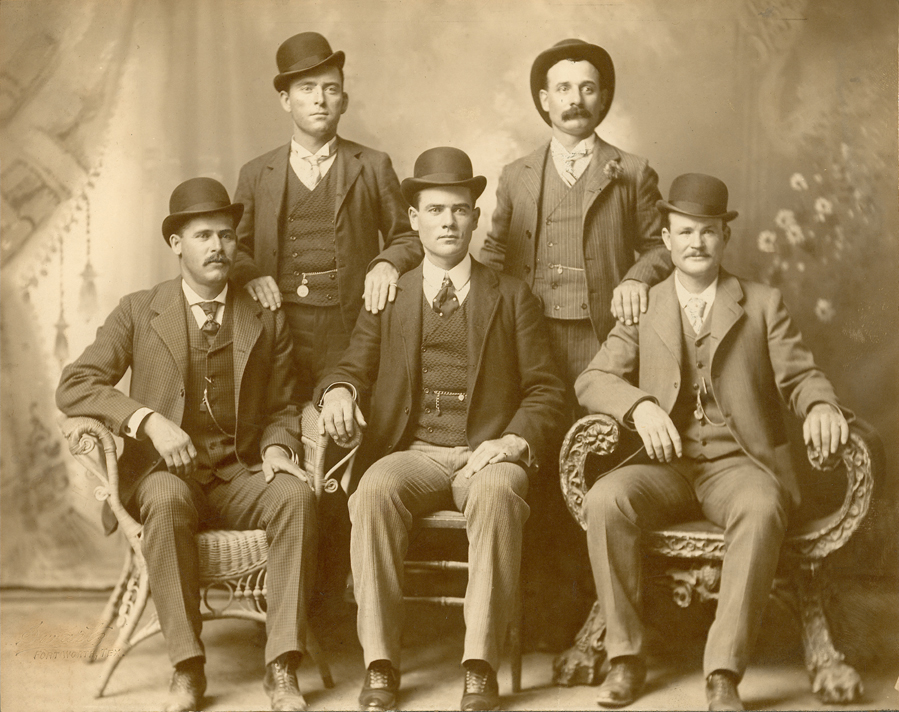
Från vänster; Harry Longabaugh (Sundance Kid), Will Carver (Will Case), Ben Kilpatrick (The Tall Texan), Harvey Logan (Kid Curry) och Robert Leroy Parker (Butch Cassidy).

Ben Kilpatrick, död i mars 1912, var en amerikansk brottsling under Vilda västerns dagar, som också var känd som The Tall Texan. Han arresterades 1901 och dömdes till 15 års fängelse. Efter att ha avtjänat 10 år av straffet släpptes han ur fängelset 1911. Han återföll efter frisläppandet i brott och dödades när han begick ett tågrån 1912.

## Biografi
Ben Kilpatrick föddes troligen i Coleman County i Texas omkring 1874. Han arbetade först som cowboy men hänföll till brott. Han red ibland med Tom Ketchums gäng, men mest beryktad blev han för sitt samröre med gänget Wild Bunch som leddes av Butch Cassidy
År 1901 arresterades han och dömdes till 15 års fängelse för delaktighet i ett tågrån utanför Wagner i Montana samma år. Efter att ha avtjänat 10 år av straffet släpptes han ur fängelset 1911. Han återföll efter frisläppandet i brott. 
I mars 1912 blev han och hans dåvarande kumpan Ole Hobek dödade när de begick ett tågrån nära Sanderson i Texas. Man tror att Kilpatrick och Ole Hobek möttes i Atlanta, där de båda satt fängslade. Ben Kilpatrick hade bara varit fri i ett år innan han blev dödad.